# Dve vody
Dve vody – potok, dopływ Vajskovskiego potoku na Słowacji. Ma źródła na wysokości około 1700 m na południowych stokach szczytu Skalka w Niżnych Tatrach.  Zasilany jest przez kilka cieków, dwa najdłuższe spływają z południowo-wschodnich stoków szczytu Žiarska hoľa. Dolina, którą spływają Dve vody nosi nazwę Kulichová dolina i jest ona zachodnim odgałęzieniem Vajskovskiej doliny. 
Dve vody uchodzą do  Vajskovskiego potoku na wysokości około 740 m. W miejscu ujścia znajduje się rozdroże Dve vody, na którym od zielonego szlaku turystycznego biegnącego Vajskovską dolina odgałęzia się również zielony szlak turystyczny prowadzący wzdłuż potoku Dve vody do położonego na wysokości około 880 m miejsca, w którym łączą się dwa źródłowe cieki tego potoku. Jest tutaj Pomnik ofiar lawiny w Niżnych Tatrach (Pamātnik obetiam laviny). Powrót tą samą trasą.

## Szlaki turystyczne
Dolná Lehota – Črmné – rozdroże Dve vody – pomnik ofiar lawin. Czas przejścia:2.30h↓ 2 h